# Strange Idols
Strange Idols è un film muto del 1922 diretto da Bernard J. Durning. La sceneggiatura di Jules Furthman si basa su un soggetto di Emil Forst. Prodotto e distribuito dalla Fox Film Corporation, aveva come interpreti Dustin Farnum, Doris Pawn, Philo McCullough, Richard Tucker.

## Trama
Durante una visita a New York, Angus MacDonald, un boscaiolo che viene dai territori del Nord-Ovest, è presentato dal suo amico Sinclair a Ruth Mayo, una ballerina di cabaret. I due si innamorano e finiscono per sposarsi. Ben presto, McDonald deve ritornare a casa e riporta con sé la moglie. Ruth, però, si stanca della vita rude di quei posti e induce il marito a rientrare a New York, dove lei dà alla luce una bambina. Angus, però, non può lasciare senza guida i suoi affari ed è costretto a lasciarla per tornare nei suoi boschi. Lei, una sera, torna al locale dove lavorava. Vi incontra un suo vecchio compagno con il quale scende sulla pista da ballo. La loro esibizione colpisce un agente teatrale che le offre un contratto per partecipare a un tour europeo. Ruth accetta e lascia, insieme alla figlia, gli Stati Uniti.

Sei anni sono passati. Angus, a New York, si reca nel locale dove aveva conosciuto Ruth. Vi trova così sua figlia che sta ballando. Attraverso la bambina, si realizza la riconciliazione tra marito e moglie.

## Produzione
Il film fu prodotto dalla Fox Film Corporation con il titolo di lavorazione Vows That May Be Broken.

## Distribuzione
Il copyright del film, richiesto dalla Fox Film Corp., fu registrato il 28 maggio 1922 con il numero LP18016. Lo stesso giorno, distribuito dalla Fox Film Corporation e presentato da William Fox, il film uscì nelle sale statunitensi. Nello stesso anno, fu distribuito anche in Australia e, attraverso la Fox Film Company, in Canada e Regno Unito. In Francia, uscì il 7 novembre 1924, distribuito dalla Société Anonyme Française Fox Film con il titolo Une chimère.
Non si conoscono copie ancora esistenti della pellicola che viene considerata presumibilmente perduta.